# Вулиця Данила Апостола (Львів)
Ву́лиця Дани́ла Апо́стола — вулиця у Залізничному районі міста Львова, місцевість Білогорща. Сполучає вулиці  Генерала Курмановича та Північну.

## Історія
Вулиця виникла у 1970-х роках, у 1979 році отримала назву Кантеми́рівська, на честь радянської танкової дивізії. Сучасну назву отримала у 1991 році, на честь гетьмана Лівобережної України Данила Апостола.
Забудова вулиці Данила Апостола промислова.

## Установи та заклади
№ 11 — Регіональний сервісний центр МВС України у Львівській області.
№ 16 — збірний пункт Львівського обласного територіального центру комплектування та соціальної підтримки.